# Pekon Doh
Pekon Doh is een bestuurslaag in het regentschap Tanggamus van de provincie Lampung, Indonesië. Pekon Doh telt 1829 inwoners (volkstelling 2010).